# Carl Leonhard Lode
Carl Leonard Lode, född 28 maj 1752, död 25 maj 1816 på Harjula gård vid Kuopio, var en svensk militär. Gift 1791 med Eva Sofia Tavast. Han var kusin till Göran Vilhelm Lode.
Lode, blev fänrik 1762, fick sin första fullmakt som fänrik vid Tavastehus regemente 1770 och befordrades till kapten 1783. I denna grad deltog Lode, sedan han transporterats till Savolax infanteriregemente, i Gustaf III:s ryska krig och utnämndes därunder 1790 till major i armén. Lode hade avancerat till överstelöjtnant 1796, då han deltog i det finska kriget och vann sin krigarlager i slaget vid Alavo 1808, där han sårades så svårt, att han inte kunde delta i kriget mera. Han utnämndes till överste 1808 och begärde avsked ur armén 1810. Av finska krigets historiograf, Gustaf Adolf Montgomery, betecknas "gamle Lode" som en lugn, tapper och gudfruktig man.
| ” | Hvarje gång, han gick i elden, aftog han först hatten för fronten och läste tyst en bön, hvarpå han yttrade några uppmuntrande ord till manskapet, drog sin sabel och var sedan soldat i ordets vackraste betydelse. | „ |

Även Runeberg har i en av sina dikter skildrat "gamle Lode".

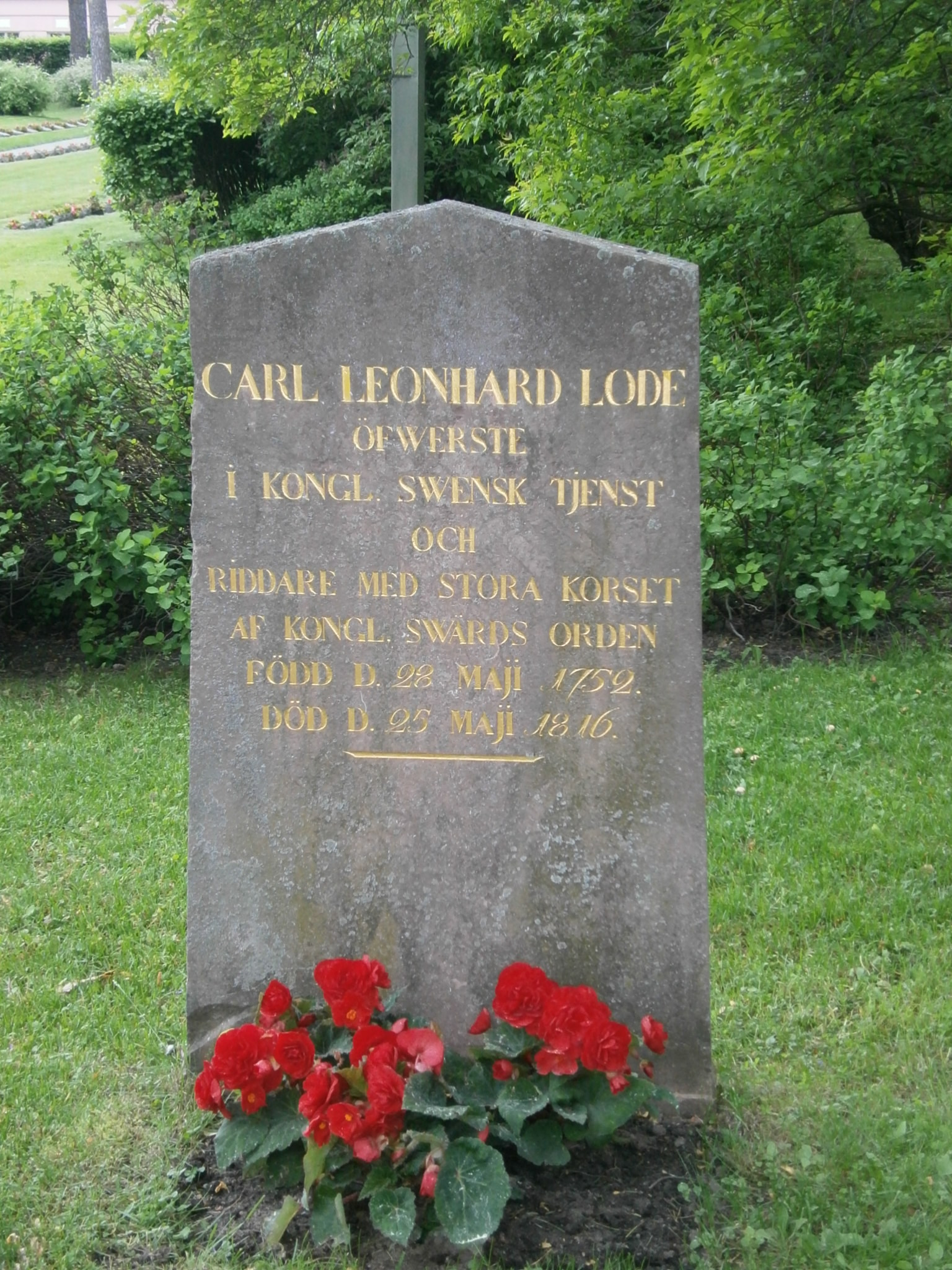
Carl Leonhard Lode ligger begravd i Kuopio stad.